# Kreatin-fosfat
Kreatin-fosfat ili fosfokreatin je organski spoj koji u stanicama ljudskog tijela služi kao važan izvor energije. Kreatin-fosfat se sastoji od molekule kreatina povezane s fosfatnom skupinom.
Kreatin-fosfat sadrži rezervu energije koja se u stanicama aktivira u anaerobnim uvjetima. Kreatin-fosfat donira fosfatnu skupinu molekuli adenozin difosfat (ADP) pri čemu nastaje kreatin i regenerira se adenozin trifosfat (ATP). Taj proces katalizira enzim kreatin kinaza (CK) i služi kao brzo dostupan izvor za obnovu staničnog ATPa.
Kreatin-fosfat ima važnu u ulogu u tkivima čije potrebe za energijom znatno variraju, kao što su poprečnoprugasti mišići, srčani mišić i mozak. 
Kreatin-fosfat je otkrio David Nachmansohn.